# Patrick Bragassa
Patrick Bragassa (* 31. Dezember 1962) ist ein US-amerikanischer Crosslauf-Sommerbiathlet.
Patrick Bragassa aus Rigby nahm 2003 in Forni Avoltri an den Sommerbiathlon-Weltmeisterschaften teil und belegte die Plätze 25 im Massenstart und im Sprint und wurde 30. der Verfolgung. Drei Jahre später kam er in Ufa erneut zu WM-Einsätzen. Im Sprint erreichte Bragassa den 28., im Verfolgungsrennen den 27. Platz. Auch national konnte er große Erfolge erreichen, zuletzt bei den US-Meisterschaften 2008 in Whitetail Preserve. Zunächst gewann er hinter Douglas Hoover und Danny Fink die Bronzemedaille im Massenstart, anschließend vor Keith Woodward und Fink den Titel im Sprint. Im Verfolgungsrennen komplettierte er seinen Medaillensatz hinter Hoover mit der Silbermedaille.